# Räddningsstation Visby
Räddningsstation Visby är en av Sjöräddningssällskapets räddningsstationer. 
Räddningsstation Visby ligger i Slottshamnen i hamnen i Visby. Den inrättades 1999 och har 26 frivilliga sjöräddare. Vid öppnandet av Visby hade stationen Rescue Rosa Lüning. Under 2000 och 2001 inlånades Rescue Väringen ur den större Victoriaklassen och stationen fick sedan Rescue Carnegiestiftelsen. År 2009 donerades Vitstjärna av Sjöfartsverket, och Rescue Carnegiestiftelsen överfördes då till Räddningsstation Vändburg och Burgsvik.

## Räddningsfarkoster
- Rescue Eric D. Nilsson, ett 14,2 meter långt täckt sjöräddningsfartyg av Sanneklass, byggt 2020
- 8-04 Rescue Rosa Lüning, en 8,4 meter lång öppen räddningsbåt av Gunnel Larssonklass, byggd 1997

## Tidigare räddningsfarkoster
- 12-28 Rescue Vitstjärna, ett 11,8 meter långt täckt räddningsfartyg av Victoriaklass, byggd 2009
- 4-00 Rescue Visby, en 4 meter lång öppen ribbåt, byggd 2005
- Rescuerunner 3-28 Hanna
- Miljöräddningssläp